# Chérence

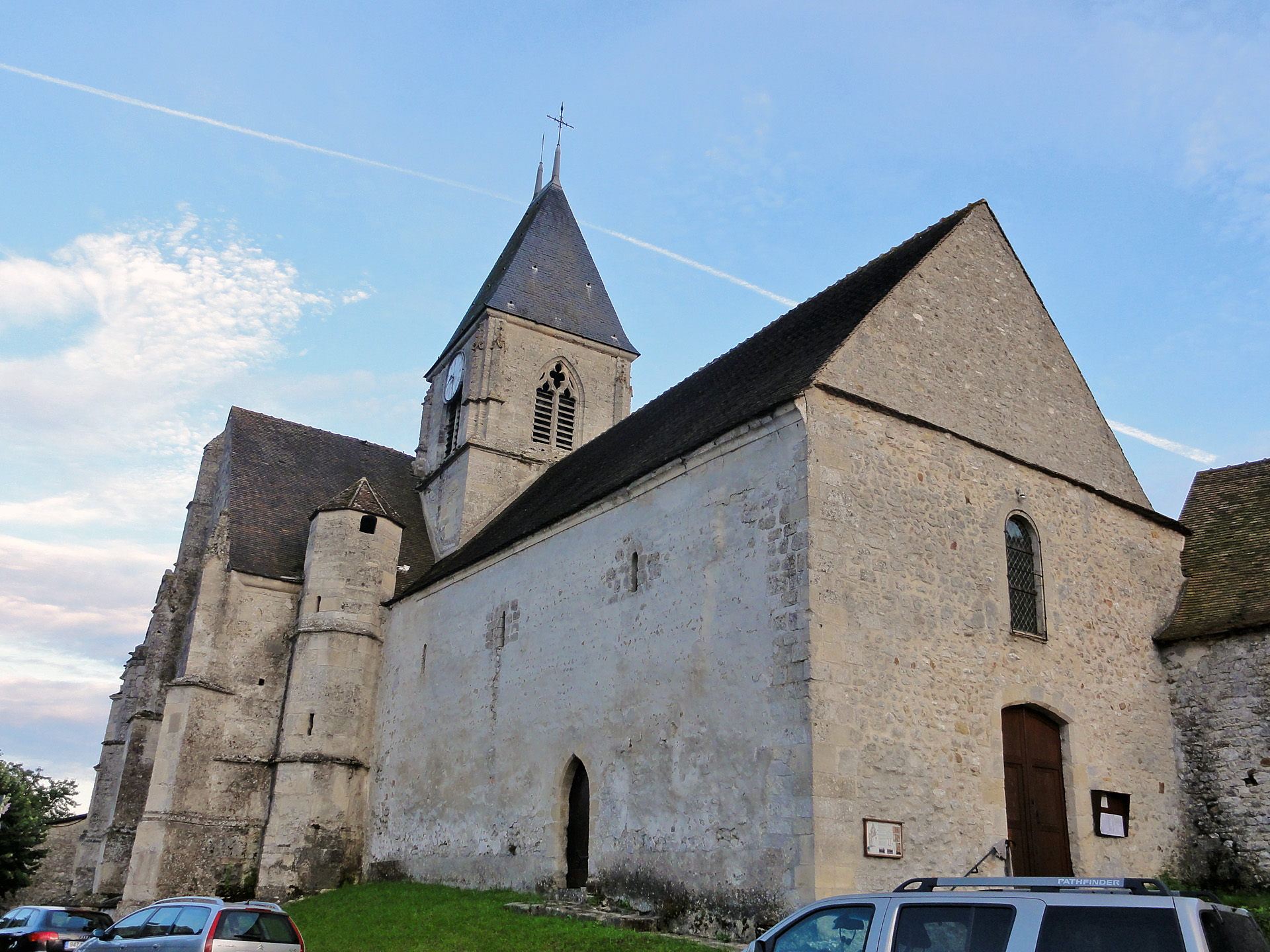
Kirche Saint-Denis

Chérence ist ein Ort und eine nordfranzösische Gemeinde mit 128 Einwohnern (Stand 1. Januar 2022) in der Kulturlandschaft des Vexin im Département Val-d’Oise in der Region Île-de-France. Das Gemeindegebiet gehört zum Regionalen Naturpark Vexin français.

## Lage und Klima
Der kleine Ort Chérence liegt nördlich eines Seine-Bogens nahe der Grenze zur Normandie gut 70 km (Fahrtstrecke) nordwestlich von Paris in einer Höhe von ca. 130 m. Die historisch bedeutende Ortschaft Saint-Clair-sur-Epte befindet sich nur etwa 20 km nördlich und der hübsche Ort La Roche-Guyon ist nur etwa 6 km entfernt. Das Klima ist gemäßigt bis mild; Regen (ca. 700 bis 800 mm/Jahr) fällt überwiegend im Winterhalbjahr.

## Bevölkerungsentwicklung
| Jahr                       | 1800 | 1851 | 1901 | 1954 | 1999 | 2020 |
| Einwohner                  | 333  | 346  | 212  | 133  | 143  | 121  |
| Quellen: Cassini und INSEE |      |      |      |      |      |      |

Der Bevölkerungsrückgang seit dem Beginn des 20. Jahrhunderts beruht im Wesentlichen auf der Mechanisierung der Landwirtschaft, der Aufgabe von bäuerlichen Kleinbetrieben („Höfesterben“) und des daraus resultierenden geringeren Arbeitskräftebedarfs.

## Wirtschaft
Die Landwirtschaft (inklusive der Viehzucht) spielt noch immer die zentrale Rolle im Wirtschaftsleben der abgelegenen Gemeinde. Die ehemals auf dem Gemeindegebiet betriebenen Steinbrüche sind weitestgehend funktionslos geworden.

## Geschichte
Funde aus der Vorgeschichte bezeugen eine frühe Besiedlung. Seit dem 9. Jahrhundert gehörten der Ort und seine ehemalige Prioratskirche zur etwa 100 km nordwestlich gelegenen Benediktiner-Abtei Le Bec.

## Sehenswürdigkeiten
- Kirche Saint-Denis[1], erbaut im 11. und 16. Jahrhundert (Monument historique)
- Friedhofskreuz[2], 14. Jahrhundert (Monument historique)
- Bauernhof[3] (Monument historique)

## Persönlichkeiten
- Marie-Thérèse Dethan-Roullet (1870–1945), französische Malerin, bewohnte mit ihrem Mann das Gebäude des ehemaligen Priorats in Chérence.
- Nathalie Sarraute (1900–1999), französische Schriftstellerin, besaß von 1949 bis zu ihrem Tod ein Haus in Chérence, wo sie einen Teil ihrer Werke schrieb. Sie ist auf dem örtlichen Friedhof bestattet.